# Монолаурин
Монолаурин, также известный как глицерин-монолаурат (ГМЛ), глицериллаурат или 1-лауроил-глицерин, — органическое химическое вещество, являющееся моноглицеридом. Это моно-эфир, образованный из глицерина и лауриновой кислоты. Химическая формула - C₁₅H₃₀O₄.

## Использование
Монолаурин чаще всего используется в качестве поверхностно-активного вещества в косметике, например в дезодорантах. Как пищевая добавка он также используется в качестве эмульгатора или консерванта. Монолаурин также принимают как БАД.

## Происхождение
Монолаурин содержится в кокосовом масле и похож на другие моноглицериды, содержащиеся в человеческом грудном молоке.

## Фармакология
Монолаурин обладает антибактериальным, антивирусным и другими антимикробными эффектами in vitro, однако его клиническая польза пока не установлена. Монолаурин в настоящее время продаётся в качестве пищевой добавки и имеет статус «в целом общепризнанно как безопасно» (GRAS) Управлением по санитарному надзору за качеством пищевых продуктов и медикаментов (FDA).
Известно, что монолаурин инактивирует липидные вирусы, цепляясь к липидно-белковой оболочке вируса, этим предотвращая его прикрепление и проникновение в клетки хозяина и делая невозможными инфицирование и репликацию. Другие исследования показали, что монолаурин разрушает защитную вирусную оболочку, убивая вирус. Монолаурин был изучен при инактивации многих патогенов, включая вирус простого герпеса и Chlamydia trachomatis.
Монолаурин также проявляет многообещающие эффекты в отношении бактерий (как грамположительных, так и грамотрицательных), дрожжей, грибов и простейших. Бактерии, включая E. Coli,  дрожжи, включая Candida albicans, Helicobacter pylori (H. pylori), Giardia lamblia, золотистый стафилококк (Staph), и другие микроорганизмы были нейтрализованы в научных исследованиях монолаурином. Монолаурин также обладал антибактериальными и антибиопленочными свойствами в отношении Borrelia burgdorferi и Borrelia garinii, бактерий, вызывающих у человека болезнь Лайма.
Кроме того, монолаурин, скорее всего, не способствует развитию лекарственной устойчивости.